# ديفن الكسندر
ديفن الكسندر (بالإنجليزية: Devin Alexander)‏ هي طاهية أمريكية، ولدت في 31 أغسطس 1971 في بنسيلفانيا في الولايات المتحدة.

## وصلات خارجية
- الموقع الرسمي
- ديفن الكسندر على موقع IMDb (الإنجليزية)